# Wild Thing (film)
Pour les articles homonymes, voir Wild Thing.
Wild Thing est un film américain réalisé par Max Reid, sorti en 1987 aux États-Unis.

## Synopsis
Un enfant assiste au meurtre de ses parents tués par des trafiquants de drogue. Après plusieurs années passées dans les quartiers sordides de la ville, Wild Thing retourne dans le quartier où ses parents sont morts pour aider les habitants menacés par des gangs et des dealers.

## Fiche technique
- Titre : Wild Thing
- Réalisation : Max Reid
- Scénario : John Sayles
- Production : David Calloway, Nicolas Clermont
- Musique : George S. Clinton
- Pays d'origine : États-Unis
- Format : Couleur
- Genre : Action
- Durée : 92 minutes
- Date de sortie : 17 avril 1987 (USA)

## Distribution
- Robert Knepper : Wild Thing
- Kathleen Quinlan : Jane
- Robert Davi : Chopper
- Maury Chaykin : Jonathan Trask
- Betty Buckley : Leah
- Guillaume Lemay-Thivierge : Wild Thing (10 ans)
- Robert Bednarski : Wild Thing (3 ans)
- Clark Johnson : Winston
- Sean Hewitt : Father Quinn
- Theo Caesar : Rasheed
- Cree Summer : Lisa
- Shawn Levy : Paul
- Ron Torchia : Hud
- Christine Jones : Laurie
- Robert Austern : Wiz